# Eleições legislativas na Itália em 1987
As eleições legislativas na Itália em 1987 foram realizadas a 14 de Junho e, serviram para eleger os 630 membros da Câmara dos Deputados e os 315 membros do Senado da República.
A Democracia Cristã voltou a ser o partido mais votado, obtendo uma votação superior à de 1983, obtendo 34,3% dos votos e 234 deputados.
O grande derrotado das eleições foi o Partido Comunista Italiano, que obteve o pior resultado desde 1963, caindo dos 29,9% dos votos e 198 deputados para 26,6% dos votos e 177 deputados.
O Partido Socialista Italiano foi o grande destaque das eleições, ao conquistar o seu melhor resultado desde 1958, obtendo 14,3% dos votos e 94 deputados.
Por fim, destacar a conquista de 1 deputado por parte da Liga Lombarda, antecessor da Liga Norte, partido que viria a marcar a política italiana.
Após as eleições, a fórmula do Pentapartito, entre DC, PSI, PRI, PSDI e PLI, continuou no poder, como era norma desde 1980.

## Resultados Oficiais

### Câmara dos Deputados
| Partido                 | Partido                                 | Votos      | %               | +/-   | Deputados | +/-     |
| ----------------------- | --------------------------------------- | ---------- | --------------- | ----- | --------- | ------- |
|                         | Democracia Cristã                       | 13 233 620 | 34,31 / 100,00  | 1,38  | 234 / 630 | 9       |
|                         | Partido Comunista Italiano              | 10 250 644 | 26,58 / 100,00  | 3,31  | 177 / 630 | 21      |
|                         | Partido Socialista Italiano             | 5 501 696  | 14,26 / 100,00  | 2,82  | 94 / 630  | 21      |
|                         | Movimento Social Italiano               | 2 281 126  | 5,91 / 100,00   | 0,90  | 35 / 630  | 7       |
|                         | Partido Republicano Italiano            | 1 428 663  | 3,70 / 100,00   | 1,38  | 21 / 630  | 8       |
|                         | Partido Socialista Democrático Italiano | 1 140 209  | 2,96 / 100,00   | 1,13  | 17 / 630  | 6       |
|                         | Partido Radical                         | 987 720    | 2,56 / 100,00   | 0,37  | 13 / 630  | 2       |
|                         | Listas Verdes                           | 969 218    | 2,51 / 100,00   | Novo  | 13 / 630  | Novo    |
|                         | Partido Liberal Italiano                | 809 946    | 2,10 / 100,00   | 0,79  | 11 / 630  | 5       |
|                         | Democracia Proletária                   | 641 901    | 1,66 / 100,00   | 0,19  | 8 / 630   | 1       |
|                         | Partido Popular Sul Tirolês             | 202 022    | 0,52 / 100,00   | 0,02  | 3 / 630   | Estável |
|                         | Liga Lombarda                           | 186 255    | 0,48 / 100,00   | Novo  | 1 / 630   | Novo    |
|                         | Partido Sardo de Acção                  | 169 978    | 0,44 / 100,00   | 0,19  | 2 / 630   | 1       |
|                         | Coligação Vale de Aosta                 | 41 707     | 0,11 / 100,00   | 0,03  | 1 / 630   | Estável |
|                         | Outros                                  | 726 416    | 1,89 / 100,00   |       | 0 / 630   |         |
| Votos Inválidos         | Votos Inválidos                         | 2 015 065  | 4,97 / 100,00   | 0,85  |           |         |
| Total                   | Total                                   | 40 586 573 | 100,00 / 100,00 |       | 630 / 630 |         |
| Eleitorado/Participação | Eleitorado/Participação                 | 45 692 417 | 88,83 / 100,00  | 0,82  |           |         |
| Fonte                   | Fonte                                   | [ 3 ]      | [ 3 ]           | [ 3 ] | [ 3 ]     | [ 3 ]   |

### Senado da República
| Partido                 | Partido                                 | Votos      | %               | +/-   | Senadores | +/-     |
| ----------------------- | --------------------------------------- | ---------- | --------------- | ----- | --------- | ------- |
|                         | Democracia Cristã                       | 10 897 036 | 33,62 / 100,00  | 1,21  | 125 / 315 | 5       |
|                         | Partido Comunista Italiano              | 9 181 579  | 28,33 / 100,00  | 2,48  | 101 / 315 | 6       |
|                         | Partido Socialista Italiano             | 3 535 457  | 10,91 / 100,00  | 0,48  | 36 / 315  | 2       |
|                         | Movimento Social Italiano               | 2 121 026  | 6,54 / 100,00   | 0,81  | 16 / 315  | 2       |
|                         | Partido Republicano Italiano            | 1 248 641  | 3,85 / 100,00   | 0,82  | 8 / 315   | 2       |
|                         | PSI-PSDI-PR                             | 962 215    | 2,97 / 100,00   | Novo  | 9 / 315   | Novo    |
|                         | Partido Socialista Democrático Italiano | 764 370    | 2,36 / 100,00   | 1,45  | 5 / 315   | 3       |
|                         | Partido Liberal Italiano                | 700 330    | 2,16 / 100,00   | 0,53  | 3 / 315   | 3       |
|                         | Listas Verdes                           | 634 182    | 1,96 / 100,00   | Novo  | 1 / 315   | Novo    |
|                         | Partido Radical                         | 572 461    | 1,77 / 100,00   | 0,01  | 3 / 315   | 2       |
|                         | Democracia Proletária                   | 493 667    | 1,52 / 100,00   | 0,47  | 1 / 315   | 1       |
|                         | Partido Popular Sul Tirolês             | 171 539    | 0,53 / 100,00   | 0,02  | 2 / 315   | 1       |
|                         | Liga Lombarda                           | 137 276    | 0,42 / 100,00   | Novo  | 1 / 315   | Novo    |
|                         | Partido Sardo de Acção                  | 124 266    | 0,38 / 100,00   | 0,13  | 1 / 315   | Estável |
|                         | Aliança Laica Socialista                | 84 883     | 0,26 / 100,00   | Novo  | 1 / 315   | Novo    |
|                         | PSI-PSDI-PR-VERDI                       | 58 501     | 0,18 / 100,00   | Novo  | 1 / 315   | Novo    |
|                         | Coligação Vale de Aosta                 | 35 830     | 0,11 / 100,00   | 0,02  | 1 / 315   | Estável |
|                         | Outros                                  | 690 602    | 2,14 / 100,00   |       | 0 / 315   |         |
| Votos Inválidos         | Votos Inválidos                         | 2 007 369  | 5,83 / 100,00   | 1,10  |           |         |
| Total                   | Total                                   | 34 421 230 | 100,00 / 100,00 |       | 315 / 315 |         |
| Eleitorado/Participação | Eleitorado/Participação                 | 38 951 485 | 88,37 / 100,00  | 0,46  |           |         |
| Fonte                   | Fonte                                   | [ 4 ]      | [ 4 ]           | [ 4 ] | [ 4 ]     | [ 4 ]   |

## Resultados por Distrito Eleitoral

### Câmara dos Deputados
| Distrito Eleitoral | %    | D   | %    | D   | %    | D   | %    | D   | %   | D   | %    | D    | %   | D  | %   | D  | %   | D   | %   | D  | %    | D   | %   | D  | %      | D      | %    | D   | D   | Votantes   |
| Distrito Eleitoral | DC   | DC  | PCI  | PCI | PSI  | PSI | MSI  | MSI | PRI | PRI | PSDI | PSDI | PR  | PR | LV  | LV | PLI | PLI | DP  | DP | SVP  | SVP | LL  | LL | PSD'Az | PSD'Az | CVA  | CVA | D   | Votantes   |
| ------------------ | ---- | --- | ---- | --- | ---- | --- | ---- | --- | --- | --- | ---- | ---- | --- | -- | --- | -- | --- | --- | --- | -- | ---- | --- | --- | -- | ------ | ------ | ---- | --- | --- | ---------- |
| Turim              | 25,4 | 9   | 27,1 | 10  | 13,3 | 5   | 5,1  | 2   | 5,4 | 2   | 3,8  | 1    | 4,5 | 2  | 3,5 | 1  | 3,4 | 1   | 2,0 | -  | -    | -   | -   | -  | 0,3    | -      | -    | -   | 34  | 2 346 446  |
| Cuneo              | 35,3 | 6   | 20,2 | 3   | 13,1 | 2   | 4,2  | -   | 4,4 | 1   | 4,3  | 1    | 3,1 | -  | 3,4 | -  | 5,9 | 1   | 1,5 | -  | -    | -   | -   | -  | 0,1    | -      | -    | -   | 14  | 927 326    |
| Génova             | 28,4 | 6   | 32,3 | 7   | 13,9 | 3   | 5,4  | 1   | 4,1 | 1   | 1,9  | -    | 3,2 | 1  | 4,0 | 1  | 3,0 | 1   | 1,9 | -  | -    | -   | -   | -  | 0,2    | -      | -    | -   | 21  | 1 332 383  |
| Milão              | 28,2 | 14  | 26,4 | 13  | 18,0 | 9   | 5,2  | 2   | 5,1 | 2   | 2,2  | 1    | 3,3 | 2  | 3,7 | 2  | 2,3 | 1   | 2,8 | 2  | -    | -   | 1,6 | -  | 0,1    | -      | -    | -   | 48  | 3 324 304  |
| Como               | 35,5 | 7   | 18,2 | 4   | 17,6 | 4   | 4,6  | 1   | 3,5 | 1   | 2,6  | -    | 2,7 | -  | 3,1 | 1  | 2,7 | 1   | 1,9 | -  | -    | -   | 6,7 | 1  | 0,1    | -      | -    | -   | 20  | 1 284 795  |
| Bréscia            | 44,1 | 10  | 18,4 | 4   | 14,6 | 3   | 4,2  | 1   | 2,8 | 1   | 2,0  | -    | 2,3 | -  | 2,8 | 1  | 1,8 | -   | 2,0 | 1  | -    | -   | 3,8 | -  | 0,1    | -      | -    | -   | 21  | 1 432 719  |
| Mântua             | 33,8 | 3   | 32,0 | 3   | 15,2 | 1   | 5,2  | -   | 2,3 | -   | 1,7  | -    | 2,2 | -  | 3,4 | -  | 1,4 | -   | 1,5 | -  | -    | -   | -   | -  | 0,1    | -      | -    | -   | 7   | 543 620    |
| Trento             | 26,0 | 3   | 8,2  | 1   | 9,6  | 1   | 7,1  | 1   | 2,8 | -   | 1,0  | -    | 2,1 | -  | 4,6 | 1  | 1,1 | -   | 1,9 | -  | 33,1 | 3   | -   | -  | 0,1    | -      | -    | -   | 10  | 642 996    |
| Verona             | 47,2 | 14  | 16,5 | 5   | 12,9 | 4   | 4,0  | 1   | 2,9 | 1   | 2,1  | 1    | 2,8 | 1  | 3,4 | 1  | 2,0 | 1   | 1,7 | 1  | -    | -   | -   | -  | 0,1    | -      | -    | -   | 30  | 1 940 082  |
| Veneza             | 38,5 | 7   | 21,3 | 4   | 15,9 | 3   | 3,8  | -   | 3,1 | -   | 2,8  | -    | 3,0 | 1  | 4,3 | 1  | 1,9 | -   | 1,9 | -  | -    | -   | -   | -  | 0,1    | -      | -    | -   | 16  | 1 168 977  |
| Údine              | 35,8 | 5   | 19,1 | 3   | 18,5 | 3   | 5,1  | 1   | 3,6 | -   | 4,8  | 1    | 3,0 | -  | 3,6 | -  | 2,0 | -   | 1,6 | -  | -    | -   | -   | -  | 0,3    | -      | -    | -   | 13  | 884 110    |
| Bolonha            | 21,7 | 6   | 44,7 | 12  | 12,2 | 3   | 3,8  | 1   | 6,2 | 2   | 1,9  | -    | 2,1 | 1  | 2,3 | 1  | 1,7 | -   | 1,5 | -  | -    | -   | -   | -  | 0,1    | -      | -    | -   | 26  | 1 785 562  |
| Parma              | 27,3 | 6   | 43,2 | 9   | 12,7 | 3   | 3,9  | 1   | 2,7 | -   | 2,1  | -    | 1,9 | -  | 2,8 | 1  | 1,4 | -   | 1,3 | -  | -    | -   | -   | -  | 0,1    | -      | -    | -   | 20  | 1 321 702  |
| Florença           | 24,3 | 4   | 46,0 | 8   | 12,0 | 2   | 3,7  | -   | 3,3 | -   | 1,2  | -    | 2,3 | -  | 2,7 | -  | 1,1 | -   | 2,0 | -  | -    | -   | -   | -  | 0,1    | -      | -    | -   | 14  | 1 118 543  |
| Pisa               | 28,0 | 5   | 38,8 | 6   | 13,6 | 2   | 5,1  | 1   | 3,7 | -   | 1,4  | -    | 2,0 | -  | 3,0 | -  | 1,2 | -   | 2,0 | -  | -    | -   | -   | -  | 0,1    | -      | -    | -   | 14  | 1 002 351  |
| Siena              | 25,1 | 3   | 45,9 | 5   | 13,7 | 1   | 4,7  | -   | 2,7 | -   | 1,3  | -    | 1,5 | -  | 2,1 | -  | 1,0 | -   | 1,6 | -  | -    | -   | -   | -  | 0,1    | -      | -    | -   | 9   | 614 933    |
| Ancona             | 34,5 | 6   | 34,7 | 6   | 12,1 | 2   | 5,4  | 1   | 3,6 | 1   | 2,3  | -    | 1,8 | -  | 2,6 | -  | 1,0 | -   | 1,4 | -  | -    | -   | -   | -  | 0,1    | -      | -    | -   | 16  | 1 077 558  |
| Perúgia            | 29,2 | 4   | 40,2 | 5   | 14,4 | 2   | 6,4  | 1   | 2,4 | -   | 1,2  | -    | 1,5 | -  | 1,8 | -  | 0,8 | -   | 1,7 | -  | -    | -   | -   | -  | 0,1    | -      | -    | -   | 12  | 730 763    |
| Roma               | 34,4 | 19  | 25,9 | 14  | 12,9 | 7   | 8,2  | 4   | 3,4 | 2   | 3,1  | 2    | 3,4 | 2  | 2,9 | 2  | 1,9 | 1   | 1,9 | 1  | -    | -   | -   | -  | 0,1    | -      | -    | -   | 54  | 3 571 968  |
| L'Aquila           | 42,3 | 7   | 27,4 | 4   | 12,0 | 2   | 5,8  | 1   | 2,1 | -   | 3,7  | 1    | 2,2 | -  | 1,9 | -  | 1,1 | -   | 1,2 | -  | -    | -   | -   | -  | 0,1    | -      | -    | -   | 15  | 894 232    |
| Campobasso         | 57,3 | 3   | 20,1 | 1   | 8,3  | -   | 4,3  | -   | 2,0 | -   | 2,1  | -    | 1,2 | -  | 1,1 | -  | 1,8 | -   | 1,3 | -  | -    | -   | -   | -  | 0,1    | -      | -    | -   | 4   | 228 680    |
| Nápoles            | 40,0 | 17  | 22,5 | 10  | 14,2 | 6   | 8,0  | 3   | 2,9 | 1   | 4,7  | 2    | 2,3 | 1  | 0,7 | -  | 2,1 | 1   | 1,4 | 1  | -    | -   | -   | -  | 0,1    | -      | -    | -   | 42  | 2 350 519  |
| Benevento          | 45,9 | 9   | 18,1 | 4   | 16,2 | 3   | 6,4  | 1   | 3,2 | 1   | 3,7  | 1    | 1,2 | -  | 1,2 | -  | 2,1 | -   | 1,2 | -  | -    | -   | -   | -  | 0,1    | -      | -    | -   | 19  | 1 184 740  |
| Bari               | 37,8 | 10  | 23,0 | 6   | 15,4 | 4   | 7,8  | 2   | 3,9 | 1   | 4,6  | 1    | 2,0 | -  | 1,6 | -  | 2,6 | 1   | 1,0 | -  | -    | -   | -   | -  | 0,0    | -      | -    | -   | 25  | 1 434 405  |
| Lecce              | 37,9 | 8   | 23,7 | 5   | 15,2 | 3   | 8,8  | 2   | 4,3 | 1   | 3,5  | 1    | 1,5 | -  | 1,7 | -  | 2,0 | -   | 0,9 | -  | -    | -   | -   | -  | 0,1    | -      | -    | -   | 20  | 1 192 869  |
| Potenza            | 46,1 | 4   | 25,5 | 2   | 13,5 | 1   | 5,0  | -   | 1,3 | -   | 4,2  | -    | 1,0 | -  | 1,1 | -  | 0,9 | -   | 1,1 | -  | -    | -   | -   | -  | 0,1    | -      | -    | -   | 7   | 412 412    |
| Catanzaro          | 37,1 | 9   | 25,3 | 6   | 16,9 | 4   | 6,5  | 1   | 2,6 | 1   | 4,6  | 1    | 1,2 | -  | 0,9 | -  | 1,2 | -   | 1,5 | -  | -    | -   | -   | -  | 0,4    | -      | -    | -   | 22  | 1 282 824  |
| Catânia            | 38,5 | 11  | 19,8 | 6   | 14,3 | 4   | 10,0 | 3   | 5,3 | 1   | 3,3  | 1    | 1,9 | 1  | 1,2 | -  | 3,4 | 1   | 1,0 | -  | -    | -   | -   | -  | 0,1    | -      | -    | -   | 28  | 1 672 946  |
| Palermo            | 39,1 | 11  | 19,9 | 5   | 15,5 | 4   | 7,6  | 2   | 4,3 | 1   | 5,0  | 1    | 2,8 | 1  | 1,2 | -  | 2,5 | 1   | 1,6 | 1  | -    | -   | -   | -  | 0,1    | -      | -    | -   | 27  | 1 502 500  |
| Cagliari           | 34,3 | 7   | 25,3 | 5   | 11,4 | 2   | 4,7  | 1   | 2,3 | -   | 3,1  | 1    | 2,6 | -  | -   | -  | 1,0 | -   | 1,3 | -  | -    | -   | -   | -  | 12,0   | 2      | -    | -   | 18  | 1 082 778  |
| Vale de Aosta      | -    | -   | -    | -   | -    | -   | 5,3  | -   | -   | -   | -    | -    | -   | -  | -   | -  | -   | -   | -   | -  | -    | -   | -   | -  | -      | -      | 55,2 | 1   | 1   | 83 749     |
| Trieste            | 24,7 | 1   | 19,9 | 1   | 18,5 | 1   | 10,7 | -   | 3,6 | -   | 2,0  | -    | 5,5 | -  | 3,3 | -  | 5,6 | -   | 1,4 | -  | -    | -   | -   | -  | 2,0    | -      | -    | -   | 3   | 212 781    |
| Itália             | 34,3 | 234 | 26,6 | 177 | 14,3 | 94  | 5,9  | 35  | 3,7 | 21  | 3,0  | 17   | 2,6 | 13 | 2,5 | 13 | 2,1 | 11  | 1,7 | 8  | 0,5  | 3   | 0,5 | 1  | 0,4    | 2      | 0,1  | 1   | 630 | 40 586 573 |

#### Torino-Novara-Vercelli
| Partido                 | Partido                                 | Votos     | %               | +/-  | Deputados | +/-     |
| ----------------------- | --------------------------------------- | --------- | --------------- | ---- | --------- | ------- |
|                         | Partido Comunista Italiano              | 599 476   | 27,12 / 100,00  | 5,36 | 10 / 34   | 2       |
|                         | Democracia Cristã                       | 560 720   | 25,37 / 100,00  | 1,09 | 9 / 34    | Estável |
|                         | Partido Socialista Italiano             | 293 057   | 13,26 / 100,00  | 2,57 | 5 / 34    | 1       |
|                         | Partido Republicano Italiano            | 119 137   | 5,39 / 100,00   | 2,66 | 2 / 34    | 1       |
|                         | Movimento Social Italiano               | 112 472   | 5,09 / 100,00   | 0,48 | 2 / 34    | Estável |
|                         | Partido Radical                         | 99 070    | 4,48 / 100,00   | 0,78 | 2 / 34    | 1       |
|                         | Partido Socialista Democrático Italiano | 83 549    | 3,78 / 100,00   | 0,99 | 1 / 34    | 1       |
|                         | Listas Verdes                           | 77 616    | 3,51 / 100,00   | Novo | 1 / 34    | Novo    |
|                         | Partido Liberal Italiano                | 75 385    | 3,41 / 100,00   | 2,51 | 1 / 34    | 1       |
|                         | Piemonte - Autonomia Regional           | 54 624    | 2,47 / 100,00   | Novo | 0 / 34    | Novo    |
|                         | União Piemontesa                        | 52 146    | 2,36 / 100,00   | Novo | 0 / 34    | Novo    |
|                         | Democracia Proletária                   | 43 569    | 1,97 / 100,00   | 0,12 | 1 / 34    | Estável |
|                         | Outros                                  | 39 751    | 1,80 / 100,00   |      | 0 / 34    |         |
| Votos Inválidos         | Votos Inválidos                         | 185 121   | 7,89 / 100,00   | 2,20 |           |         |
| Total                   | Total                                   | 2 346 446 | 100,00 / 100,00 |      | 34 / 34   | 2       |
| Eleitorado/Participação | Eleitorado/Participação                 | 2 580 650 | 90,92 / 100,00  | 1,53 |           |         |

#### Cuneo-Alessandria-Asti
| Partido                 | Partido                                 | Votos     | %               | +/-  | Deputados | +/-     |
| ----------------------- | --------------------------------------- | --------- | --------------- | ---- | --------- | ------- |
|                         | Democracia Cristã                       | 305 557   | 35,33 / 100,00  | 0,64 | 6 / 14    | Estável |
|                         | Partido Comunista Italiano              | 175 109   | 20,24 / 100,00  | 3,64 | 3 / 14    | 1       |
|                         | Partido Socialista Italiano             | 113 621   | 13,14 / 100,00  | 3,13 | 2 / 14    | 1       |
|                         | Partido Liberal Italiano                | 51 382    | 5,94 / 100,00   | 2,46 | 1 / 14    | Estável |
|                         | Partido Republicano Italiano            | 37 670    | 4,35 / 100,00   | 2,31 | 1 / 14    | Estável |
|                         | Partido Socialista Democrático Italiano | 36 813    | 4,26 / 100,00   | 1,76 | 1 / 14    | Estável |
|                         | Movimento Social Italiano               | 36 109    | 4,17 / 100,00   | 0,06 | 0 / 14    | Estável |
|                         | Listas Verdes                           | 29 609    | 3,42 / 100,00   | Novo | 0 / 14    | Novo    |
|                         | Partido Radical                         | 26 887    | 3,11 / 100,00   | 0,34 | 0 / 14    | Estável |
|                         | Piemonte - Autonomia Regional           | 17 440    | 2,02 / 100,00   | Novo | 0 / 14    | Novo    |
|                         | Democracia Proletária                   | 13 335    | 1,54 / 100,00   | 0,07 | 0 / 14    | Estável |
|                         | Liga Veneta                             | 9 915     | 1,15 / 100,00   | -    | 0 / 14    | -       |
|                         | União Piemontesa                        | 9 555     | 1,10 / 100,00   | Novo | 0 / 14    | Novo    |
|                         | Outros                                  | 1 983     | 0,23 / 100,00   |      | 0 / 14    |         |
| Votos Inválidos         | Votos Inválidos                         | 90 398    | 9,75 / 100,00   | 2,21 |           |         |
| Total                   | Total                                   | 927 326   | 100,00 / 100,00 |      | 14 / 14   |         |
| Eleitorado/Participação | Eleitorado/Participação                 | 1 007 210 | 92,07 / 100,00  | 1,55 |           |         |

#### Genova-Imperia-La Spezia-Savona
| Partido                 | Partido                                 | Votos     | %               | +/-  | Deputados | +/-     |
| ----------------------- | --------------------------------------- | --------- | --------------- | ---- | --------- | ------- |
|                         | Partido Comunista Italiano              | 407 338   | 32,29 / 100,00  | 3,39 | 7 / 21    | 1       |
|                         | Democracia Cristã                       | 358 403   | 28,41 / 100,00  | 1,08 | 6 / 21    | Estável |
|                         | Partido Socialista Italiano             | 174 795   | 13,86 / 100,00  | 3,71 | 3 / 21    | 1       |
|                         | Movimento Social Italiano               | 67 606    | 5,36 / 100,00   | 0,14 | 1 / 21    | Estável |
|                         | Partido Republicano Italiano            | 51 752    | 4,10 / 100,00   | 2,18 | 1 / 21    | Estável |
|                         | Listas Verdes                           | 50 065    | 3,97 / 100,00   | Novo | 1 / 21    | Novo    |
|                         | Partido Radical                         | 40 930    | 3,24 / 100,00   | 0,18 | 1 / 21    | Estável |
|                         | Partido Liberal Italiano                | 37 536    | 2,98 / 100,00   | 1,74 | 1 / 21    | Estável |
|                         | Democracia Proletária                   | 23 874    | 1,89 / 100,00   | 0,35 | 0 / 21    | Estável |
|                         | Partido Socialista Democrático Italiano | 23 874    | 1,89 / 100,00   | 1,39 | 0 / 21    | Estável |
|                         | Liga Veneta                             | 15 995    | 1,27 / 100,00   | -    | 0 / 21    | -       |
|                         | Outros                                  | 9 195     | 0,73 / 100,00   |      | 0 / 21    |         |
| Votos Inválidos         | Votos Inválidos                         | 97 639    | 7,33 / 100,00   | 1,49 |           |         |
| Total                   | Total                                   | 1 332 383 | 100,00 / 100,00 |      | 21 / 21   | 1       |
| Eleitorado/Participação | Eleitorado/Participação                 | 1 490 491 | 89,39 / 100,00  | 1,25 |           |         |

#### Milano-Pavia
| Partido                 | Partido                                 | Votos     | %               | +/-     | Deputados | +/-     |
| ----------------------- | --------------------------------------- | --------- | --------------- | ------- | --------- | ------- |
|                         | Democracia Cristã                       | 898 780   | 28,16 / 100,00  | 0,99    | 14 / 48   | Estável |
|                         | Partido Comunista Italiano              | 843 899   | 26,44 / 100,00  | 4,68    | 13 / 48   | 3       |
|                         | Partido Socialista Italiano             | 573 577   | 17,97 / 100,00  | 5,94    | 9 / 48    | 3       |
|                         | Movimento Social Italiano               | 165 007   | 5,17 / 100,00   | 0,52    | 2 / 48    | 1       |
|                         | Partido Republicano Italiano            | 161 989   | 5,08 / 100,00   | 3,21    | 2 / 48    | 2       |
|                         | Listas Verdes                           | 116 829   | 3,66 / 100,00   | Novo    | 2 / 48    | Novo    |
|                         | Partido Radical                         | 104 853   | 3,29 / 100,00   | 0,06    | 2 / 48    | Estável |
|                         | Democracia Proletária                   | 88 108    | 2,76 / 100,00   | Estável | 2 / 48    | Estável |
|                         | Partido Liberal Italiano                | 73 455    | 2,30 / 100,00   | 1,78    | 1 / 48    | 1       |
|                         | Partido Socialista Democrático Italiano | 71 045    | 2,23 / 100,00   | 1,63    | 1 / 48    | 1       |
|                         | Liga Lombarda                           | 52 283    | 1,64 / 100,00   | Novo    | 0 / 48    | Novo    |
|                         | Outros                                  | 41 880    | 1,32 / 100,00   |         | 0 / 48    |         |
| Votos Inválidos         | Votos Inválidos                         | 185 712   | 5,59 / 100,00   | 1,96    |           |         |
| Total                   | Total                                   | 3 324 304 | 100,00 / 100,00 |         | 48 / 48   | 3       |
| Eleitorado/Participação | Eleitorado/Participação                 | 3 605 301 | 92,21 / 100,00  | 1,27    |           |         |

#### Como-Sondrio-Varese
| Partido                 | Partido                                 | Votos     | %               | +/-  | Deputados | +/-     |
| ----------------------- | --------------------------------------- | --------- | --------------- | ---- | --------- | ------- |
|                         | Democracia Cristã                       | 435 127   | 35,54 / 100,00  | 1,22 | 7 / 20    | 1       |
|                         | Partido Comunista Italiano              | 223 115   | 18,22 / 100,00  | 4,65 | 4 / 20    | 1       |
|                         | Partido Socialista Italiano             | 215 540   | 17,60 / 100,00  | 4,78 | 4 / 20    | 2       |
|                         | Liga Lombarda                           | 82 010    | 6,70 / 100,00   | Novo | 1 / 20    | Novo    |
|                         | Movimento Social Italiano               | 55 762    | 4,55 / 100,00   | 0,77 | 1 / 20    | Estável |
|                         | Partido Republicano Italiano            | 43 196    | 3,53 / 100,00   | 3,18 | 1 / 20    | Estável |
|                         | Listas Verdes                           | 38 502    | 3,14 / 100,00   | Novo | 1 / 20    | Novo    |
|                         | Partido Radical                         | 32 762    | 2,68 / 100,00   | 0,15 | 0 / 20    | 1       |
|                         | Partido Liberal Italiano                | 32 679    | 2,67 / 100,00   | 1,44 | 1 / 20    | Estável |
|                         | Partido Socialista Democrático Italiano | 31 219    | 2,55 / 100,00   | 2,03 | 0 / 20    | 1       |
|                         | Democracia Proletária                   | 22 639    | 1,85 / 100,00   | 0,14 | 0 / 20    | Estável |
|                         | Outros                                  | 11 863    | 0,97 / 100,00   |      | 0 / 20    |         |
| Votos Inválidos         | Votos Inválidos                         | 86 415    | 6,73 / 100,00   | 2,73 |           |         |
| Total                   | Total                                   | 1 284 795 | 100,00 / 100,00 |      | 20 / 20   |         |
| Eleitorado/Participação | Eleitorado/Participação                 | 1 392 096 | 92,29 / 100,00  | 1,52 |           |         |

#### Brescia-Bergamo
| Partido                 | Partido                                 | Votos     | %               | +/-  | Deputados | +/-     |
| ----------------------- | --------------------------------------- | --------- | --------------- | ---- | --------- | ------- |
|                         | Democracia Cristã                       | 605 403   | 44,09 / 100,00  | 1,19 | 10 / 21   | Estável |
|                         | Partido Comunista Italiano              | 252 532   | 18,39 / 100,00  | 3,17 | 4 / 21    | 1       |
|                         | Partido Socialista Italiano             | 200 350   | 14,59 / 100,00  | 4,15 | 3 / 21    | 1       |
|                         | Movimento Social Italiano               | 57 951    | 4,22 / 100,00   | 0,46 | 1 / 21    | Estável |
|                         | Liga Lombarda                           | 51 962    | 3,78 / 100,00   | Novo | 0 / 21    | Novo    |
|                         | Partido Republicano Italiano            | 38 692    | 2,82 / 100,00   | 2,27 | 1 / 21    | Estável |
|                         | Listas Verdes                           | 38 084    | 2,77 / 100,00   | Novo | 1 / 21    | Novo    |
|                         | Partido Radical                         | 31 229    | 2,27 / 100,00   | 0,01 | 0 / 21    | 1       |
|                         | Democracia Proletária                   | 26 959    | 1,96 / 100,00   | 0,19 | 1 / 21    | Estável |
|                         | Partido Socialista Democrático Italiano | 26 906    | 1,96 / 100,00   | 1,55 | 0 / 21    | 1       |
|                         | Partido Liberal Italiano                | 25 169    | 1,83 / 100,00   | 1,36 | 0 / 21    | 1       |
|                         | Liga Veneta                             | 15 431    | 1,12 / 100,00   | -    | 0 / 21    | -       |
|                         | Outros                                  | 2 463     | 0,18 / 100,00   |      | 0 / 21    |         |
| Votos Inválidos         | Votos Inválidos                         | 89 838    | 6,27 / 100,00   | 2,49 |           |         |
| Total                   | Total                                   | 1 432 719 | 100,00 / 100,00 |      | 21 / 21   | 2       |
| Eleitorado/Participação | Eleitorado/Participação                 | 1 526 147 | 93,88 / 100,00  | 2,28 |           |         |

#### Mantova-Cremona
| Partido                 | Partido                                 | Votos   | %               | +/-  | Deputados | +/-     |
| ----------------------- | --------------------------------------- | ------- | --------------- | ---- | --------- | ------- |
|                         | Democracia Cristã                       | 176 160 | 33,84 / 100,00  | 0,24 | 3 / 7     | Estável |
|                         | Partido Comunista Italiano              | 166 392 | 31,97 / 100,00  | 2,97 | 3 / 7     | Estável |
|                         | Partido Socialista Italiano             | 79 124  | 15,20 / 100,00  | 0,94 | 1 / 7     | Estável |
|                         | Movimento Social Italiano               | 27 123  | 5,21 / 100,00   | 0,53 | 0 / 7     | Estável |
|                         | Listas Verdes                           | 17 886  | 3,44 / 100,00   | Novo | 0 / 7     | Novo    |
|                         | Partido Republicano Italiano            | 12 065  | 2,32 / 100,00   | 1,59 | 0 / 7     | Estável |
|                         | Partido Radical                         | 11 253  | 2,16 / 100,00   | 0,18 | 0 / 7     | Estável |
|                         | Partido Socialista Democrático Italiano | 8 850   | 1,70 / 100,00   | 0,94 | 0 / 7     | Estável |
|                         | Democracia Proletária                   | 7 910   | 1,52 / 100,00   | 0,07 | 0 / 7     | Estável |
|                         | Partido Liberal Italiano                | 7 374   | 1,42 / 100,00   | 0,95 | 0 / 7     | Estável |
|                         | Liga Veneta                             | 5 255   | 1,01 / 100,00   | -    | 0 / 7     | -       |
|                         | Outros                                  | 1 117   | 0,22 / 100,00   |      | 0 / 7     |         |
| Votos Inválidos         | Votos Inválidos                         | 36 513  | 6,72 / 100,00   | 1,43 |           |         |
| Total                   | Total                                   | 543 620 | 100,00 / 100,00 |      | 7 / 7     |         |
| Eleitorado/Participação | Eleitorado/Participação                 | 570 697 | 95,26 / 100,00  | 1,98 |           |         |

#### Trento-Bolzano
| Partido                 | Partido                                 | Votos   | %               | +/-  | Deputados | +/-     |
| ----------------------- | --------------------------------------- | ------- | --------------- | ---- | --------- | ------- |
|                         | Partido Popular Sul Tirolês             | 202 022 | 33,05 / 100,00  | 0,61 | 3 / 10    | Estável |
|                         | Democracia Cristã                       | 158 943 | 26,01 / 100,00  | 1,54 | 3 / 10    | Estável |
|                         | Partido Socialista Italiano             | 58 667  | 9,60 / 100,00   | 2,79 | 1 / 10    | Estável |
|                         | Partido Comunista Italiano              | 49 802  | 8,15 / 100,00   | 2,94 | 1 / 10    | Estável |
|                         | Movimento Social Italiano               | 43 266  | 7,08 / 100,00   | 3,78 | 1 / 10    | 1       |
|                         | Listas Verdes                           | 28 138  | 4,60 / 100,00   | Novo | 1 / 10    | Novo    |
|                         | Partido Republicano Italiano            | 16 913  | 2,77 / 100,00   | 2,10 | 0 / 10    | Estável |
|                         | Partido Radical                         | 12 511  | 2,05 / 100,00   | 0,38 | 0 / 10    | Estável |
|                         | Democracia Proletária                   | 11 535  | 1,89 / 100,00   | 0,01 | 0 / 10    | Estável |
|                         | Partido do Tirol do Sul                 | 11 287  | 1,85 / 100,00   | 0,30 | 0 / 10    | Estável |
|                         | Partido Liberal Italiano                | 6 553   | 1,07 / 100,00   | 0,52 | 0 / 10    | Estável |
|                         | Partido Socialista Democrático Italiano | 6 280   | 1,03 / 100,00   | 1,40 | 0 / 10    | Estável |
|                         | Outros                                  | 5 271   | 0,86 / 100,00   |      | 0 / 10    |         |
| Votos Inválidos         | Votos Inválidos                         | 47 941  | 7,46 / 100,00   | 2,59 |           |         |
| Total                   | Total                                   | 642 996 | 100,00 / 100,00 |      | 10 / 10   | 2       |
| Eleitorado/Participação | Eleitorado/Participação                 | 699 341 | 91,94 / 100,00  | 1,92 |           |         |

#### Verona-Padova-Vicenza-Rovigo
| Partido                 | Partido                                 | Votos     | %               | +/-  | Deputados | +/-     |
| ----------------------- | --------------------------------------- | --------- | --------------- | ---- | --------- | ------- |
|                         | Democracia Cristã                       | 876 531   | 47,24 / 100,00  | 1,10 | 14 / 30   | Estável |
|                         | Partido Comunista Italiano              | 306 160   | 16,50 / 100,00  | 2,24 | 5 / 30    | 1       |
|                         | Partido Socialista Italiano             | 238 621   | 12,86 / 100,00  | 3,26 | 4 / 30    | 1       |
|                         | Movimento Social Italiano               | 74 440    | 4,01 / 100,00   | 0,32 | 1 / 30    | Estável |
|                         | Listas Verdes                           | 62 819    | 3,39 / 100,00   | Novo | 1 / 30    | Novo    |
|                         | Liga Veneta                             | 54 217    | 2,92 / 100,00   | 1,09 | 0 / 30    | 1       |
|                         | Partido Republicano Italiano            | 52 842    | 2,85 / 100,00   | 2,18 | 1 / 30    | Estável |
|                         | Partido Radical                         | 52 308    | 2,82 / 100,00   | 0,35 | 1 / 30    | Estável |
|                         | Partido Socialista Democrático Italiano | 39 416    | 2,12 / 100,00   | 0,94 | 1 / 30    | Estável |
|                         | Partido Liberal Italiano                | 37 683    | 2,03 / 100,00   | 0,90 | 1 / 30    | Estável |
|                         | Democracia Proletária                   | 32 029    | 1,73 / 100,00   | 0,02 | 1 / 30    | Estável |
|                         | Movimento Veneto Região Autónoma        | 18 945    | 1,02 / 100,00   | Novo | 0 / 30    | Novo    |
|                         | Outros                                  | 9 366     | 0,52 / 100,00   |      | 0 / 30    |         |
| Votos Inválidos         | Votos Inválidos                         | 123 824   | 6,38 / 100,00   | 1,48 |           |         |
| Total                   | Total                                   | 1 940 082 | 100,00 / 100,00 |      | 30 / 30   |         |
| Eleitorado/Participação | Eleitorado/Participação                 | 2 067 937 | 93,82 / 100,00  | 1,74 |           |         |

#### Venezia-Treviso
| Partido                 | Partido                                 | Votos     | %               | +/-  | Deputados | +/-     |
| ----------------------- | --------------------------------------- | --------- | --------------- | ---- | --------- | ------- |
|                         | Democracia Cristã                       | 430 051   | 38,45 / 100,00  | 1,26 | 7 / 16    | Estável |
|                         | Partido Comunista Italiano              | 238 002   | 21,28 / 100,00  | 3,22 | 4 / 16    | Estável |
|                         | Partido Socialista Italiano             | 177 280   | 15,85 / 100,00  | 3,76 | 3 / 16    | 1       |
|                         | Listas Verdes                           | 47 912    | 4,28 / 100,00   | Novo | 1 / 16    | Novo    |
|                         | Movimento Social Italiano               | 42 637    | 3,81 / 100,00   | 0,12 | 0 / 16    | 1       |
|                         | Liga Veneta                             | 37 222    | 3,33 / 100,00   | 1,15 | 0 / 16    | Estável |
|                         | Partido Republicano Italiano            | 35 015    | 3,13 / 100,00   | 2,12 | 0 / 16    | Estável |
|                         | Partido Radical                         | 34 043    | 3,04 / 100,00   | 0,53 | 1 / 16    | 1       |
|                         | Partido Socialista Democrático Italiano | 31 720    | 2,84 / 100,00   | 1,00 | 0 / 16    | 1       |
|                         | Democracia Proletária                   | 21 355    | 1,91 / 100,00   | 0,05 | 0 / 16    | Estável |
|                         | Partido Liberal Italiano                | 20 993    | 1,88 / 100,00   | 0,77 | 0 / 16    | Estável |
|                         | Outros                                  | 2 348     | 0,21 / 100,00   |      | 0 / 16    |         |
| Votos Inválidos         | Votos Inválidos                         | 69 825    | 5,97 / 100,00   | 1,60 |           |         |
| Total                   | Total                                   | 1 168 977 | 100,00 / 100,00 |      | 16 / 16   |         |
| Eleitorado/Participação | Eleitorado/Participação                 | 1 273 699 | 91,78 / 100,00  | 1,01 |           |         |

#### Udine-Belluno-Gorizia
| Partido                 | Partido                                 | Votos   | %               | +/-  | Deputados | +/-     |
| ----------------------- | --------------------------------------- | ------- | --------------- | ---- | --------- | ------- |
|                         | Democracia Cristã                       | 300 071 | 35,76 / 100,00  | 2,11 | 5 / 13    | 1       |
|                         | Partido Comunista Italiano              | 159 926 | 19,06 / 100,00  | 2,24 | 3 / 13    | Estável |
|                         | Partido Socialista Italiano             | 155 143 | 18,49 / 100,00  | 6,21 | 3 / 13    | 1       |
|                         | Movimento Social Italiano               | 42 710  | 5,09 / 100,00   | 0,20 | 1 / 13    | Estável |
|                         | Partido Socialista Democrático Italiano | 39 871  | 4,75 / 100,00   | 1,95 | 1 / 13    | Estável |
|                         | Partido Republicano Italiano            | 30 409  | 3,62 / 100,00   | 1,77 | 0 / 13    | 1       |
|                         | Listas Verdes                           | 29 799  | 3,55 / 100,00   | Novo | 0 / 13    | Novo    |
|                         | Partido Radical                         | 25 161  | 3,00 / 100,00   | 0,59 | 0 / 13    | Estável |
|                         | Partido Liberal Italiano                | 16 528  | 1,97 / 100,00   | 0,54 | 0 / 13    | Estável |
|                         | Movimento Friuli                        | 13 208  | 1,57 / 100,00   | 1,69 | 0 / 13    | Estável |
|                         | Democracia Proletária                   | 13 180  | 1,57 / 100,00   | 0,03 | 0 / 13    | Estável |
|                         | Liga Veneta                             | 10 450  | 1,25 / 100,00   | 0,22 | 0 / 13    | Estável |
|                         | Outros                                  | 2 761   | 0,33 / 100,00   |      | 0 / 13    |         |
| Votos Inválidos         | Votos Inválidos                         | 62 099  | 7,02 / 100,00   | 2,95 |           |         |
| Total                   | Total                                   | 884 110 | 100,00 / 100,00 |      | 13 / 13   | 1       |
| Eleitorado/Participação | Eleitorado/Participação                 | 992 337 | 89,09 / 100,00  | 2,89 |           |         |

#### Bologna-Ferrara-Ravenna-Forli
| Partido                 | Partido                                 | Votos     | %               | +/-  | Deputados | +/-     |
| ----------------------- | --------------------------------------- | --------- | --------------- | ---- | --------- | ------- |
|                         | Partido Comunista Italiano              | 771 147   | 44,66 / 100,00  | 3,54 | 12 / 26   | 1       |
|                         | Democracia Cristã                       | 374 730   | 21,70 / 100,00  | 1,22 | 6 / 26    | 1       |
|                         | Partido Socialista Italiano             | 210 897   | 12,21 / 100,00  | 2,76 | 3 / 26    | 1       |
|                         | Partido Republicano Italiano            | 106 717   | 6,18 / 100,00   | 1,91 | 2 / 26    | Estável |
|                         | Movimento Social Italiano               | 64 990    | 3,76 / 100,00   | 0,05 | 1 / 26    | Estável |
|                         | Listas Verdes                           | 40 169    | 2,33 / 100,00   | Novo | 1 / 26    | Novo    |
|                         | Partido Radical                         | 36 731    | 2,13 / 100,00   | 0,22 | 1 / 26    | Estável |
|                         | Partido Socialista Democrático Italiano | 31 898    | 1,85 / 100,00   | 1,42 | 0 / 26    | 1       |
|                         | Partido Liberal Italiano                | 29 949    | 1,73 / 100,00   | 0,54 | 0 / 26    | 1       |
|                         | Democracia Proletária                   | 25 267    | 1,46 / 100,00   | 0,30 | 0 / 26    | Estável |
|                         | Outros                                  | 34 123    | 1,98 / 100,00   |      | 0 / 26    |         |
| Votos Inválidos         | Votos Inválidos                         | 86 234    | 4,83 / 100,00   | 0,72 |           |         |
| Total                   | Total                                   | 1 785 562 | 100,00 / 100,00 |      | 26 / 26   |         |
| Eleitorado/Participação | Eleitorado/Participação                 | 1 869 814 | 95,49 / 100,00  | 1,23 |           |         |

#### Parma-Modena-Piacenza-Reggio nell'Emilia
| Partido                 | Partido                                 | Votos     | %               | +/-  | Deputados | +/-     |
| ----------------------- | --------------------------------------- | --------- | --------------- | ---- | --------- | ------- |
|                         | Partido Comunista Italiano              | 549 824   | 43,23 / 100,00  | 3,31 | 9 / 20    | 1       |
|                         | Democracia Cristã                       | 347 354   | 27,31 / 100,00  | 1,46 | 6 / 20    | 1       |
|                         | Partido Socialista Italiano             | 161 213   | 12,68 / 100,00  | 2,30 | 3 / 20    | 1       |
|                         | Movimento Social Italiano               | 49 602    | 3,90 / 100,00   | 0,11 | 1 / 20    | Estável |
|                         | Listas Verdes                           | 36 153    | 2,84 / 100,00   | Novo | 1 / 20    | Novo    |
|                         | Partido Republicano Italiano            | 33 797    | 2,66 / 100,00   | 1,38 | 0 / 20    | 1       |
|                         | Partido Socialista Democrático Italiano | 26 863    | 2,11 / 100,00   | 2,07 | 0 / 20    | 1       |
|                         | Partido Radical                         | 24 431    | 1,92 / 100,00   | 0,25 | 0 / 20    | Estável |
|                         | Partido Liberal Italiano                | 17 640    | 1,39 / 100,00   | 0,95 | 0 / 20    | Estável |
|                         | Democracia Proletária                   | 16 108    | 1,27 / 100,00   | 0,17 | 0 / 20    | Estável |
|                         | Outros                                  | 8 786     | 0,69 / 100,00   |      | 0 / 20    |         |
| Votos Inválidos         | Votos Inválidos                         | 76 791    | 5,81 / 100,00   | 0,99 |           |         |
| Total                   | Total                                   | 1 321 702 | 100,00 / 100,00 |      | 20 / 20   |         |
| Eleitorado/Participação | Eleitorado/Participação                 | 1 403 541 | 94,17 / 100,00  | 1,40 |           |         |

#### Firenze-Pistoia
| Partido                 | Partido                                 | Votos     | %               | +/-  | Deputados | +/-     |
| ----------------------- | --------------------------------------- | --------- | --------------- | ---- | --------- | ------- |
|                         | Partido Comunista Italiano              | 494 363   | 46,00 / 100,00  | 3,44 | 8 / 14    | 1       |
|                         | Democracia Cristã                       | 261 208   | 24,30 / 100,00  | 0,38 | 4 / 14    | Estável |
|                         | Partido Socialista Italiano             | 128 929   | 12,00 / 100,00  | 2,10 | 2 / 14    | Estável |
|                         | Movimento Social Italiano               | 39 376    | 3,66 / 100,00   | 0,04 | 0 / 14    | Estável |
|                         | Partido Republicano Italiano            | 35 265    | 3,28 / 100,00   | 1,35 | 0 / 14    | 1       |
|                         | Listas Verdes                           | 29 269    | 2,72 / 100,00   | Novo | 0 / 14    | Novo    |
|                         | Partido Radical                         | 25 106    | 2,34 / 100,00   | 0,32 | 0 / 14    | Estável |
|                         | Democracia Proletária                   | 20 915    | 1,95 / 100,00   | 0,61 | 0 / 14    | Estável |
|                         | Partido Socialista Democrático Italiano | 12 536    | 1,17 / 100,00   | 0,79 | 0 / 14    | Estável |
|                         | Partido Liberal Italiano                | 11 672    | 1,09 / 100,00   | 0,41 | 0 / 14    | Estável |
|                         | Outros                                  | 16 171    | 1,51 / 100,00   |      | 0 / 14    |         |
| Votos Inválidos         | Votos Inválidos                         | 63 871    | 5,71 / 100,00   | 0,88 |           |         |
| Total                   | Total                                   | 1 118 543 | 100,00 / 100,00 |      | 14 / 14   | 2       |
| Eleitorado/Participação | Eleitorado/Participação                 | 1 197 311 | 93,42 / 100,00  | 1,41 |           |         |

#### Pisa-Livorno-Lucca-Massa e Carrara
| Partido                 | Partido                                 | Votos     | %               | +/-  | Deputados | +/-     |
| ----------------------- | --------------------------------------- | --------- | --------------- | ---- | --------- | ------- |
|                         | Partido Comunista Italiano              | 370 520   | 38,83 / 100,00  | 2,87 | 6 / 14    | 1       |
|                         | Democracia Cristã                       | 267 140   | 27,99 / 100,00  | 0,65 | 5 / 14    | 1       |
|                         | Partido Socialista Italiano             | 129 599   | 13,58 / 100,00  | 2,78 | 2 / 14    | Estável |
|                         | Movimento Social Italiano               | 48 565    | 5,09 / 100,00   | 0,38 | 1 / 14    | Estável |
|                         | Partido Republicano Italiano            | 35 006    | 3,67 / 100,00   | 1,17 | 0 / 14    | 1       |
|                         | Listas Verdes                           | 28 414    | 2,98 / 100,00   | Novo | 0 / 14    | Novo    |
|                         | Partido Radical                         | 19 290    | 2,02 / 100,00   | 0,28 | 0 / 14    | Estável |
|                         | Democracia Proletária                   | 18 678    | 1,96 / 100,00   | 0,54 | 0 / 14    | Estável |
|                         | Partido Socialista Democrático Italiano | 13 259    | 1,39 / 100,00   | 1,29 | 0 / 14    | Estável |
|                         | Partido Liberal Italiano                | 10 976    | 1,15 / 100,00   | 0,19 | 0 / 14    | Estável |
|                         | Caça-Pesca-Ambiente                     | 10 755    | 1,13 / 100,00   | Novo | 0 / 14    | Novo    |
|                         | Outros                                  | 2 076     | 0,22 / 100,00   |      | 0 / 14    |         |
| Votos Inválidos         | Votos Inválidos                         | 68 422    | 6,83 / 100,00   | 0,90 |           |         |
| Total                   | Total                                   | 1 002 351 | 100,00 / 100,00 |      | 14 / 14   | 1       |
| Eleitorado/Participação | Eleitorado/Participação                 | 1 084 071 | 92,46 / 100,00  | 0,92 |           |         |

#### Siena-Arezzo-Grosseto
| Partido                 | Partido                                 | Votos   | %               | +/-  | Deputados | +/-     |
| ----------------------- | --------------------------------------- | ------- | --------------- | ---- | --------- | ------- |
|                         | Partido Comunista Italiano              | 271 455 | 45,88 / 100,00  | 2,84 | 5 / 9     | Estável |
|                         | Democracia Cristã                       | 148 202 | 25,05 / 100,00  | 0,50 | 3 / 9     | Estável |
|                         | Partido Socialista Italiano             | 80 834  | 13,66 / 100,00  | 1,99 | 1 / 9     | Estável |
|                         | Movimento Social Italiano               | 27 694  | 4,68 / 100,00   | 0,29 | 0 / 9     | Estável |
|                         | Partido Republicano Italiano            | 15 792  | 2,67 / 100,00   | 0,70 | 0 / 9     | Estável |
|                         | Listas Verdes                           | 12 454  | 2,10 / 100,00   | Novo | 0 / 9     | Novo    |
|                         | Democracia Proletária                   | 9 303   | 1,57 / 100,00   | 0,28 | 0 / 9     | Estável |
|                         | Partido Radical                         | 9 129   | 1,54 / 100,00   | 0,22 | 0 / 9     | Estável |
|                         | Partido Socialista Democrático Italiano | 7 781   | 1,31 / 100,00   | 0,54 | 0 / 9     | Estável |
|                         | Outros                                  | 9 082   | 1,53 / 100,00   |      | 0 / 9     |         |
| Votos Inválidos         | Votos Inválidos                         | 34 979  | 5,69 / 100,00   | 2,04 |           |         |
| Total                   | Total                                   | 614 933 | 100,00 / 100,00 |      | 9 / 9     |         |
| Eleitorado/Participação | Eleitorado/Participação                 | 653 052 | 94,16 / 100,00  | 2,62 |           |         |

#### Ancona-Pesaro-Macerata-Ascoli Piceno
| Partido                 | Partido                                 | Votos     | %               | +/-  | Deputados | +/-     |
| ----------------------- | --------------------------------------- | --------- | --------------- | ---- | --------- | ------- |
|                         | Partido Comunista Italiano              | 355 438   | 34,68 / 100,00  | 3,00 | 6 / 16    | 1       |
|                         | Democracia Cristã                       | 353 623   | 34,50 / 100,00  | 1,11 | 6 / 16    | Estável |
|                         | Partido Socialista Italiano             | 123 617   | 12,06 / 100,00  | 2,26 | 2 / 16    | Estável |
|                         | Movimento Social Italiano               | 55 138    | 5,38 / 100,00   | 0,02 | 1 / 16    | Estável |
|                         | Partido Republicano Italiano            | 36 758    | 3,59 / 100,00   | 1,08 | 1 / 16    | Estável |
|                         | Listas Verdes                           | 26 856    | 2,62 / 100,00   | Novo | 0 / 16    | Novo    |
|                         | Partido Socialista Democrático Italiano | 23 105    | 2,25 / 100,00   | 0,70 | 0 / 16    | Estável |
|                         | Partido Radical                         | 18 603    | 1,82 / 100,00   | 0,25 | 0 / 16    | Estável |
|                         | Democracia Proletária                   | 14 314    | 1,40 / 100,00   | 0,29 | 0 / 16    | Estável |
|                         | Partido Liberal Italiano                | 10 632    | 1,04 / 100,00   | 0,58 | 0 / 16    | Estável |
|                         | Outros                                  | 6 809     | 0,67 / 100,00   |      | 0 / 16    |         |
| Votos Inválidos         | Votos Inválidos                         | 77 013    | 7,15 / 100,00   | 1,19 |           |         |
| Total                   | Total                                   | 1 077 558 | 100,00 / 100,00 |      | 16 / 16   | 1       |
| Eleitorado/Participação | Eleitorado/Participação                 | 1 174 487 | 91,75 / 100,00  | 0,80 |           |         |

#### Perugia-Terni-Rieti
| Partido                 | Partido                                 | Votos   | %               | +/-  | Deputados | +/-     |
| ----------------------- | --------------------------------------- | ------- | --------------- | ---- | --------- | ------- |
|                         | Partido Comunista Italiano              | 281 391 | 40,21 / 100,00  | 2,39 | 5 / 12    | Estável |
|                         | Democracia Cristã                       | 204 112 | 29,17 / 100,00  | 1,32 | 4 / 12    | 1       |
|                         | Partido Socialista Italiano             | 100 403 | 14,35 / 100,00  | 1,86 | 2 / 12    | 1       |
|                         | Movimento Social Italiano               | 44 923  | 6,42 / 100,00   | 0,37 | 1 / 12    | Estável |
|                         | Partido Republicano Italiano            | 16 942  | 2,42 / 100,00   | 0,76 | 0 / 12    | Estável |
|                         | Listas Verdes                           | 12 715  | 1,82 / 100,00   | Novo | 0 / 12    | Novo    |
|                         | Democracia Proletária                   | 11 594  | 1,66 / 100,00   | 0,47 | 0 / 12    | Estável |
|                         | Partido Radical                         | 10 534  | 1,51 / 100,00   | 0,16 | 0 / 12    | Estável |
|                         | Partido Socialista Democrático Italiano | 8 123   | 1,16 / 100,00   | 0,54 | 0 / 12    | Estável |
|                         | Outros                                  | 9 020   | 1,29 / 100,00   |      | 0 / 12    |         |
| Votos Inválidos         | Votos Inválidos                         | 42 990  | 5,88 / 100,00   | 0,83 |           |         |
| Total                   | Total                                   | 730 763 | 100,00 / 100,00 |      | 12 / 12   | 2       |
| Eleitorado/Participação | Eleitorado/Participação                 | 788 407 | 92,69 / 100,00  | 1,18 |           |         |

#### Roma-Viterbo-Latina-Frosinone
| Partido                 | Partido                                 | Votos     | %               | +/-  | Deputados | +/-     |
| ----------------------- | --------------------------------------- | --------- | --------------- | ---- | --------- | ------- |
|                         | Democracia Cristã                       | 1 176 844 | 34,39 / 100,00  | 3,46 | 19 / 54   | 2       |
|                         | Partido Comunista Italiano              | 887 491   | 25,94 / 100,00  | 3,67 | 14 / 54   | 2       |
|                         | Partido Socialista Italiano             | 440 670   | 12,88 / 100,00  | 2,98 | 7 / 54    | 2       |
|                         | Movimento Social Italiano               | 281 484   | 8,23 / 100,00   | 1,60 | 4 / 54    | 1       |
|                         | Partido Republicano Italiano            | 116 873   | 3,42 / 100,00   | 1,32 | 2 / 54    | 1       |
|                         | Partido Radical                         | 116 722   | 3,41 / 100,00   | 0,16 | 2 / 54    | Estável |
|                         | Partido Socialista Democrático Italiano | 107 549   | 3,14 / 100,00   | 1,35 | 2 / 54    | Estável |
|                         | Listas Verdes                           | 100 265   | 2,93 / 100,00   | Novo | 2 / 54    | Novo    |
|                         | Partido Liberal Italiano                | 65 480    | 1,91 / 100,00   | 0,78 | 1 / 54    | 1       |
|                         | Democracia Proletária                   | 64 315    | 1,88 / 100,00   | 0,64 | 1 / 54    | Estável |
|                         | Outros                                  | 63 981    | 1,87 / 100,00   |      | 0 / 54    |         |
| Votos Inválidos         | Votos Inválidos                         | 192 910   | 5,40 / 100,00   | 1,87 |           |         |
| Total                   | Total                                   | 3 571 968 | 100,00 / 100,00 |      | 54 / 54   | 1       |
| Eleitorado/Participação | Eleitorado/Participação                 | 3 988 525 | 89,56 / 100,00  | 1,33 |           |         |

#### L'Aquila-Pescara-Chieti-Teramo
| Partido                 | Partido                                 | Votos     | %               | +/-  | Deputados | +/-     |
| ----------------------- | --------------------------------------- | --------- | --------------- | ---- | --------- | ------- |
|                         | Democracia Cristã                       | 358 788   | 42,25 / 100,00  | 0,11 | 7 / 15    | Estável |
|                         | Partido Comunista Italiano              | 232 640   | 27,39 / 100,00  | 2,06 | 4 / 15    | 1       |
|                         | Partido Socialista Italiano             | 101 869   | 11,99 / 100,00  | 2,31 | 2 / 15    | 1       |
|                         | Movimento Social Italiano               | 48 979    | 5,77 / 100,00   | 0,98 | 1 / 15    | Estável |
|                         | Partido Socialista Democrático Italiano | 31 069    | 3,66 / 100,00   | 0,08 | 1 / 15    | 1       |
|                         | Partido Radical                         | 18 231    | 2,15 / 100,00   | 0,66 | 0 / 15    | Estável |
|                         | Partido Republicano Italiano            | 17 433    | 2,05 / 100,00   | 0,43 | 0 / 15    | Estável |
|                         | Listas Verdes                           | 15 909    | 1,87 / 100,00   | Novo | 0 / 15    | Novo    |
|                         | Democracia Proletária                   | 10 562    | 1,24 / 100,00   | 0,19 | 0 / 15    | Estável |
|                         | Partido Liberal Italiano                | 9 609     | 1,13 / 100,00   | 0,57 | 0 / 15    | Estável |
|                         | Outros                                  | 4 176     | 0,50 / 100,00   |      | 0 / 15    |         |
| Votos Inválidos         | Votos Inválidos                         | 63 436    | 7,09 / 100,00   | 0,83 |           |         |
| Total                   | Total                                   | 894 232   | 100,00 / 100,00 |      | 15 / 15   | 1       |
| Eleitorado/Participação | Eleitorado/Participação                 | 1 072 572 | 83,37 / 100,00  | 1,13 |           |         |

#### Campobasso
| Partido                 | Partido                                 | Votos   | %               | +/-  | Deputados | +/-     |
| ----------------------- | --------------------------------------- | ------- | --------------- | ---- | --------- | ------- |
|                         | Democracia Cristã                       | 123 650 | 57,25 / 100,00  | 1,79 | 3 / 4     | Estável |
|                         | Partido Comunista Italiano              | 43 467  | 20,13 / 100,00  | 0,42 | 1 / 4     | Estável |
|                         | Partido Socialista Italiano             | 17 867  | 8,27 / 100,00   | 0,35 | 0 / 4     | Estável |
|                         | Movimento Social Italiano               | 9 236   | 4,28 / 100,00   | 0,83 | 0 / 4     | Estável |
|                         | Partido Socialista Democrático Italiano | 4 446   | 2,06 / 100,00   | 1,57 | 0 / 4     | Estável |
|                         | Partido Republicano Italiano            | 4 382   | 2,03 / 100,00   | 1,33 | 0 / 4     | Estável |
|                         | Partido Liberal Italiano                | 3 824   | 1,77 / 100,00   | 0,47 | 0 / 4     | Estável |
|                         | Democracia Proletária                   | 2 831   | 1,31 / 100,00   | 0,13 | 0 / 4     | Estável |
|                         | Partido Radical                         | 2 660   | 1,23 / 100,00   | 0,09 | 0 / 4     | Estável |
|                         | Listas Verdes                           | 2 442   | 1,13 / 100,00   | Novo | 0 / 4     | Novo    |
|                         | Outros                                  | 1 169   | 0,53 / 100,00   |      | 0 / 4     |         |
| Votos Inválidos         | Votos Inválidos                         | 17 954  | 7,85 / 100,00   | 1,64 |           |         |
| Total                   | Total                                   | 228 680 | 100,00 / 100,00 |      | 4 / 4     |         |
| Eleitorado/Participação | Eleitorado/Participação                 | 299 928 | 76,24 / 100,00  | 0,77 |           |         |

#### Napoli-Caserta
| Partido                 | Partido                                 | Votos     | %               | +/-  | Deputados | +/-     |
| ----------------------- | --------------------------------------- | --------- | --------------- | ---- | --------- | ------- |
|                         | Democracia Cristã                       | 887 773   | 39,98 / 100,00  | 7,37 | 17 / 42   | 3       |
|                         | Partido Comunista Italiano              | 500 505   | 22,54 / 100,00  | 4,07 | 10 / 42   | 1       |
|                         | Partido Socialista Italiano             | 316 300   | 14,24 / 100,00  | 2,35 | 6 / 42    | 1       |
|                         | Movimento Social Italiano               | 176 836   | 7,96 / 100,00   | 5,74 | 3 / 42    | 3       |
|                         | Partido Socialista Democrático Italiano | 103 691   | 4,67 / 100,00   | 0,41 | 2 / 42    | Estável |
|                         | Partido Republicano Italiano            | 65 339    | 2,94 / 100,00   | 0,29 | 1 / 42    | Estável |
|                         | Partido Radical                         | 51 348    | 2,31 / 100,00   | 0,44 | 1 / 42    | Estável |
|                         | Partido Liberal Italiano                | 46 576    | 2,10 / 100,00   | 0,48 | 1 / 42    | Estável |
|                         | Democracia Proletária                   | 30 767    | 1,39 / 100,00   | 0,40 | 1 / 42    | Estável |
|                         | Outros                                  | 41 479    | 1,86 / 100,00   |      | 0 / 42    |         |
| Votos Inválidos         | Votos Inválidos                         | 177 762   | 7,56 / 100,00   | 0,11 |           |         |
| Total                   | Total                                   | 2 350 519 | 100,00 / 100,00 |      | 42 / 42   |         |
| Eleitorado/Participação | Eleitorado/Participação                 | 2 777 247 | 84,63 / 100,00  | 1,36 |           |         |

#### Benevento-Avellino-Salerno
| Partido                 | Partido                                 | Votos     | %               | +/-  | Deputados | +/-     |
| ----------------------- | --------------------------------------- | --------- | --------------- | ---- | --------- | ------- |
|                         | Democracia Cristã                       | 516 295   | 45,93 / 100,00  | 2,50 | 9 / 19    | Estável |
|                         | Partido Comunista Italiano              | 203 193   | 18,07 / 100,00  | 1,50 | 4 / 19    | Estável |
|                         | Partido Socialista Italiano             | 181 979   | 16,19 / 100,00  | 1,35 | 3 / 19    | Estável |
|                         | Movimento Social Italiano               | 71 404    | 6,35 / 100,00   | 1,85 | 1 / 19    | Estável |
|                         | Partido Socialista Democrático Italiano | 41 715    | 3,71 / 100,00   | 2,17 | 1 / 19    | Estável |
|                         | Partido Republicano Italiano            | 35 419    | 3,15 / 100,00   | 0,34 | 1 / 19    | 1       |
|                         | Partido Liberal Italiano                | 23 267    | 2,07 / 100,00   | 0,08 | 0 / 19    | Estável |
|                         | Partido Radical                         | 13 874    | 1,23 / 100,00   | 0,25 | 0 / 19    | Estável |
|                         | Listas Verdes                           | 13 692    | 1,22 / 100,00   | Novo | 0 / 19    | Novo    |
|                         | Democracia Proletária                   | 13 338    | 1,19 / 100,00   | 0,05 | 0 / 19    | Estável |
|                         | Outros                                  | 10 006    | 0,89 / 100,00   |      | 0 / 19    |         |
| Votos Inválidos         | Votos Inválidos                         | 84 740    | 7,15 / 100,00   | 0,76 |           |         |
| Total                   | Total                                   | 1 184 740 | 100,00 / 100,00 |      | 19 / 19   | 1       |
| Eleitorado/Participação | Eleitorado/Participação                 | 1 418 753 | 83,51 / 100,00  | 0,49 |           |         |

#### Bari-Foggia
| Partido                 | Partido                                 | Votos     | %               | +/-  | Deputados | +/-     |
| ----------------------- | --------------------------------------- | --------- | --------------- | ---- | --------- | ------- |
|                         | Democracia Cristã                       | 513 117   | 37,83 / 100,00  | 3,42 | 10 / 25   | 1       |
|                         | Partido Comunista Italiano              | 311 549   | 22,97 / 100,00  | 2,69 | 6 / 25    | Estável |
|                         | Partido Socialista Italiano             | 208 190   | 15,35 / 100,00  | 0,30 | 4 / 25    | Estável |
|                         | Movimento Social Italiano               | 106 132   | 7,82 / 100,00   | 2,67 | 2 / 25    | 1       |
|                         | Partido Socialista Democrático Italiano | 61 726    | 4,55 / 100,00   | 1,11 | 1 / 25    | Estável |
|                         | Partido Republicano Italiano            | 52 440    | 3,87 / 100,00   | 0,83 | 1 / 25    | Estável |
|                         | Partido Liberal Italiano                | 35 473    | 2,62 / 100,00   | 0,38 | 1 / 25    | Estável |
|                         | Partido Radical                         | 26 940    | 1,99 / 100,00   | 0,73 | 0 / 25    | Estável |
|                         | Listas Verdes                           | 21 508    | 1,59 / 100,00   | Novo | 0 / 25    | Novo    |
|                         | Outros                                  | 19 442    | 1,42 / 100,00   |      | 0 / 25    |         |
| Votos Inválidos         | Votos Inválidos                         | 102 061   | 7,12 / 100,00   | 0,67 |           |         |
| Total                   | Total                                   | 1 434 405 | 100,00 / 100,00 |      | 25 / 25   |         |
| Eleitorado/Participação | Eleitorado/Participação                 | 1 665 503 | 86,12 / 100,00  | 0,02 |           |         |

#### Lecce-Brindisi-Taranto
| Partido                 | Partido                                 | Votos     | %               | +/-  | Deputados | +/-     |
| ----------------------- | --------------------------------------- | --------- | --------------- | ---- | --------- | ------- |
|                         | Democracia Cristã                       | 428 476   | 37,89 / 100,00  | 0,67 | 8 / 20    | Estável |
|                         | Partido Comunista Italiano              | 268 138   | 23,71 / 100,00  | 1,45 | 5 / 20    | Estável |
|                         | Partido Socialista Italiano             | 172 222   | 15,23 / 100,00  | 1,72 | 3 / 20    | Estável |
|                         | Movimento Social Italiano               | 99 677    | 8,81 / 100,00   | 0,87 | 2 / 20    | Estável |
|                         | Partido Republicano Italiano            | 48 673    | 4,30 / 100,00   | 0,91 | 1 / 20    | Estável |
|                         | Partido Socialista Democrático Italiano | 38 966    | 3,45 / 100,00   | 0,87 | 1 / 20    | Estável |
|                         | Partido Liberal Italiano                | 22 587    | 2,00 / 100,00   | 0,04 | 0 / 20    | Estável |
|                         | Listas Verdes                           | 19 076    | 1,69 / 100,00   | Novo | 0 / 20    | Novo    |
|                         | Partido Radical                         | 17 424    | 1,54 / 100,00   | 0,56 | 0 / 20    | Estável |
|                         | Outros                                  | 15 535    | 1,37 / 100,00   |      | 0 / 20    |         |
| Votos Inválidos         | Votos Inválidos                         | 84 233    | 7,06 / 100,00   | 0,97 |           |         |
| Total                   | Total                                   | 1 192 869 | 100,00 / 100,00 |      | 20 / 20   |         |
| Eleitorado/Participação | Eleitorado/Participação                 | 1 358 995 | 87,78 / 100,00  | 0,19 |           |         |

#### Potenza-Matera
| Partido                 | Partido                                 | Votos   | %               | +/-  | Deputados | +/-     |
| ----------------------- | --------------------------------------- | ------- | --------------- | ---- | --------- | ------- |
|                         | Democracia Cristã                       | 178 380 | 46,09 / 100,00  | 0,05 | 4 / 7     | Estável |
|                         | Partido Comunista Italiano              | 98 537  | 25,46 / 100,00  | 2,45 | 2 / 7     | Estável |
|                         | Partido Socialista Italiano             | 52 185  | 13,48 / 100,00  | 2,53 | 1 / 7     | Estável |
|                         | Movimento Social Italiano               | 19 446  | 5,02 / 100,00   | 1,29 | 0 / 7     | Estável |
|                         | Partido Socialista Democrático Italiano | 16 367  | 4,23 / 100,00   | 0,43 | 0 / 7     | Estável |
|                         | Partido Republicano Italiano            | 5 142   | 1,33 / 100,00   | 0,02 | 0 / 7     | Estável |
|                         | Democracia Proletária                   | 4 328   | 1,12 / 100,00   | 0,31 | 0 / 7     | Estável |
|                         | Listas Verdes                           | 4 055   | 1,05 / 100,00   | Novo | 0 / 7     | Novo    |
|                         | Outros                                  | 8 558   | 2,22 / 100,00   |      | 0 / 7     |         |
| Votos Inválidos         | Votos Inválidos                         | 33 463  | 8,11 / 100,00   | 0,66 |           |         |
| Total                   | Total                                   | 412 412 | 100,00 / 100,00 |      | 7 / 7     |         |
| Eleitorado/Participação | Eleitorado/Participação                 | 484 534 | 85,12 / 100,00  | 0,06 |           |         |

#### Catanzaro-Cosenza-Reggio di Calabria
| Partido                 | Partido                                 | Votos     | %               | +/-  | Deputados | +/-     |
| ----------------------- | --------------------------------------- | --------- | --------------- | ---- | --------- | ------- |
|                         | Democracia Cristã                       | 445 503   | 37,05 / 100,00  | 0,29 | 9 / 22    | Estável |
|                         | Partido Comunista Italiano              | 304 334   | 25,31 / 100,00  | 0,88 | 6 / 22    | Estável |
|                         | Partido Socialista Italiano             | 202 912   | 16,87 / 100,00  | 0,71 | 4 / 22    | Estável |
|                         | Movimento Social Italiano               | 78 024    | 6,49 / 100,00   | 1,21 | 1 / 22    | 1       |
|                         | Partido Socialista Democrático Italiano | 55 317    | 4,60 / 100,00   | 0,31 | 1 / 22    | Estável |
|                         | Partido Republicano Italiano            | 31 226    | 2,60 / 100,00   | 1,02 | 1 / 22    | Estável |
|                         | Caça-Pesca-Ambiente                     | 18 817    | 1,56 / 100,00   | Novo | 0 / 22    | Novo    |
|                         | Democracia Proletária                   | 17 854    | 1,48 / 100,00   | 0,29 | 0 / 22    | Estável |
|                         | Partido Radical                         | 14 772    | 1,23 / 100,00   | 0,38 | 0 / 22    | Estável |
|                         | Partido Liberal Italiano                | 14 366    | 1,19 / 100,00   | 0,31 | 0 / 22    | Estável |
|                         | Outros                                  | 19 434    | 1,60 / 100,00   |      | 0 / 22    |         |
| Votos Inválidos         | Votos Inválidos                         | 109 439   | 8,53 / 100,00   | 0,84 |           |         |
| Total                   | Total                                   | 1 282 824 | 100,00 / 100,00 |      | 22 / 22   | 1       |
| Eleitorado/Participação | Eleitorado/Participação                 | 1 662 466 | 77,16 / 100,00  | 0,53 |           |         |

#### Catania-Messina-Siracusa-Ragusa-Enna
| Partido                 | Partido                                 | Votos     | %               | +/-  | Deputados | +/-     |
| ----------------------- | --------------------------------------- | --------- | --------------- | ---- | --------- | ------- |
|                         | Democracia Cristã                       | 595 260   | 38,48 / 100,00  | 2,43 | 11 / 28   | Estável |
|                         | Partido Comunista Italiano              | 306 081   | 19,78 / 100,00  | 1,58 | 6 / 28    | Estável |
|                         | Partido Socialista Italiano             | 221 791   | 14,34 / 100,00  | 1,06 | 4 / 28    | Estável |
|                         | Movimento Social Italiano               | 154 906   | 10,01 / 100,00  | 1,94 | 3 / 28    | Estável |
|                         | Partido Republicano Italiano            | 81 274    | 5,25 / 100,00   | 0,29 | 1 / 28    | Estável |
|                         | Partido Liberal Italiano                | 52 482    | 3,39 / 100,00   | 0,38 | 1 / 28    | Estável |
|                         | Partido Socialista Democrático Italiano | 51 121    | 3,30 / 100,00   | 1,46 | 1 / 28    | Estável |
|                         | Partido Radical                         | 29 721    | 1,92 / 100,00   | 0,73 | 1 / 28    | 1       |
|                         | Listas Verdes                           | 19 070    | 1,23 / 100,00   | Novo | 0 / 28    | Novo    |
|                         | Democracia Proletária                   | 15 782    | 1,02 / 100,00   | 0,11 | 0 / 28    | Estável |
|                         | Outros                                  | 19 633    | 1,27 / 100,00   |      | 0 / 28    |         |
| Votos Inválidos         | Votos Inválidos                         | 162 546   | 9,72 / 100,00   | 0,79 |           |         |
| Total                   | Total                                   | 1 672 946 | 100,00 / 100,00 |      | 28 / 28   | 1       |
| Eleitorado/Participação | Eleitorado/Participação                 | 2 045 993 | 81,77 / 100,00  | 0,49 |           |         |

#### Palermo-Trapani-Agrigento-Caltanissetta
| Partido                 | Partido                                 | Votos     | %               | +/-  | Deputados | +/-     |
| ----------------------- | --------------------------------------- | --------- | --------------- | ---- | --------- | ------- |
|                         | Democracia Cristã                       | 542 936   | 39,12 / 100,00  | 0,91 | 11 / 27   | Estável |
|                         | Partido Comunista Italiano              | 276 320   | 19,91 / 100,00  | 1,95 | 5 / 27    | 1       |
|                         | Partido Socialista Italiano             | 214 625   | 15,46 / 100,00  | 2,22 | 4 / 27    | 1       |
|                         | Movimento Social Italiano               | 105 461   | 7,60 / 100,00   | 0,57 | 2 / 27    | Estável |
|                         | Partido Socialista Democrático Italiano | 69 129    | 4,98 / 100,00   | 0,36 | 1 / 27    | Estável |
|                         | Partido Republicano Italiano            | 59 660    | 4,30 / 100,00   | 0,37 | 1 / 27    | Estável |
|                         | Partido Radical                         | 39 263    | 2,83 / 100,00   | 1,41 | 1 / 27    | 1       |
|                         | Partido Liberal Italiano                | 34 924    | 2,52 / 100,00   | 0,03 | 1 / 27    | Estável |
|                         | Democracia Proletária                   | 22 369    | 1,61 / 100,00   | 0,17 | 1 / 27    | 1       |
|                         | Listas Verdes                           | 16 733    | 1,21 / 100,00   | Novo | 0 / 27    | Novo    |
|                         | Outros                                  | 6 550     | 0,47 / 100,00   |      | 0 / 27    |         |
| Votos Inválidos         | Votos Inválidos                         | 144 450   | 9,61 / 100,00   | 0,13 |           |         |
| Total                   | Total                                   | 1 502 500 | 100,00 / 100,00 |      | 27 / 27   | 2       |
| Eleitorado/Participação | Eleitorado/Participação                 | 1 968 492 | 76,33 / 100,00  | 0,99 |           |         |

#### Cagliari-Sassari-Nuoro
| Partido                 | Partido                                 | Votos     | %               | +/-  | Deputados | +/-     |
| ----------------------- | --------------------------------------- | --------- | --------------- | ---- | --------- | ------- |
|                         | Democracia Cristã                       | 354 312   | 34,25 / 100,00  | 2,58 | 7 / 18    | 1       |
|                         | Partido Comunista Italiano              | 262 170   | 25,34 / 100,00  | 3,49 | 5 / 18    | 1       |
|                         | Partido Sardo de Acção                  | 123 678   | 11,96 / 100,00  | 2,47 | 2 / 18    | 1       |
|                         | Partido Socialista Italiano             | 118 329   | 11,44 / 100,00  | 1,30 | 2 / 18    | Estável |
|                         | Movimento Social Italiano               | 48 551    | 4,69 / 100,00   | 1,58 | 1 / 18    | Estável |
|                         | Partido Socialista Democrático Italiano | 32 017    | 3,09 / 100,00   | 0,76 | 1 / 18    | Estável |
|                         | Partido Radical                         | 27 091    | 2,62 / 100,00   | 1,06 | 0 / 18    | Estável |
|                         | Partido Republicano Italiano            | 23 505    | 2,27 / 100,00   | 0,78 | 0 / 18    | Estável |
|                         | Democracia Proletária                   | 13 148    | 1,27 / 100,00   | 0,24 | 0 / 18    | Estável |
|                         | Outros                                  | 31 677    | 3,06 / 100,00   |      | 0 / 18    |         |
| Votos Inválidos         | Votos Inválidos                         | 64 049    | 5,92 / 100,00   | 0,87 |           |         |
| Total                   | Total                                   | 1 082 778 | 100,00 / 100,00 |      | 18 / 18   | 1       |
| Eleitorado/Participação | Eleitorado/Participação                 | 1 243 536 | 87,07 / 100,00  | 1,26 |           |         |

#### Valle d'Aosta
| Partido                 | Partido                              | Votos  | %               | +/-     | Deputados | +/-     |
| ----------------------- | ------------------------------------ | ------ | --------------- | ------- | --------- | ------- |
|                         | Coligação Vale de Aosta (UV-ADP-PRI) | 41 707 | 55,15 / 100,00  | 16,28   | 1 / 1     | Estável |
|                         | DC-PCI-PSI-PSDI                      | 29 937 | 39,59 / 100,00  | Novo    | 0 / 1     | Novo    |
|                         | Movimento Social Italiano            | 3 981  | 5,26 / 100,00   | 1,71    | 0 / 1     | Estável |
| Votos Inválidos         | Votos Inválidos                      | 12 296 | 14,68 / 100,00  | 4,13    |           |         |
| Total                   | Total                                | 83 749 | 100,00 / 100,00 |         | 1 / 1     |         |
| Eleitorado/Participação | Eleitorado/Participação              | 94 119 | 88,98 / 100,00  | Estável |           |         |

#### Trieste
| Partido                 | Partido                                 | Votos   | %               | +/-   | Deputados | +/-     |
| ----------------------- | --------------------------------------- | ------- | --------------- | ----- | --------- | ------- |
|                         | Democracia Cristã                       | 50 171  | 24,73 / 100,00  | 1,45  | 1 / 3     | Estável |
|                         | Partido Comunista Italiano              | 40 330  | 19,88 / 100,00  | 3,06  | 1 / 3     | Estável |
|                         | Partido Socialista Italiano             | 37 490  | 18,48 / 100,00  | 12,23 | 1 / 3     | 1       |
|                         | Movimento Social Italiano               | 21 638  | 10,67 / 100,00  | 2,61  | 0 / 3     | Estável |
|                         | Partido Liberal Italiano                | 11 370  | 5,60 / 100,00   | 3,65  | 0 / 3     | Estável |
|                         | Partido Radical                         | 11 143  | 5,49 / 100,00   | 2,01  | 0 / 3     | Estável |
|                         | Partido Republicano Italiano            | 7 340   | 3,62 / 100,00   | 0,88  | 0 / 3     | Estável |
|                         | Listas Verdes                           | 6 630   | 3,27 / 100,00   | Novo  | 0 / 3     | Novo    |
|                         | Partido Sardo de Acção                  | 3 994   | 1,97 / 100,00   | -     | 0 / 3     | -       |
|                         | Partido Socialista Democrático Italiano | 3 988   | 1,97 / 100,00   | 0,62  | 0 / 3     | Estável |
|                         | Democracia Proletária                   | 2 841   | 1,40 / 100,00   | 0,30  | 0 / 3     | Estável |
|                         | Movimento pela Independência de Trieste | 2 103   | 1,04 / 100,00   | 0,39  | 0 / 3     | Estável |
|                         | Outros                                  | 3 287   | 1,88 / 100,00   |       | 0 / 3     |         |
| Votos Inválidos         | Votos Inválidos                         | 13 576  | 6,38 / 100,00   | 1,84  |           |         |
| Total                   | Total                                   | 212 781 | 100,00 / 100,00 |       | 3 / 3     | 1       |
| Eleitorado/Participação | Eleitorado/Participação                 | 235 165 | 90,48 / 100,00  | 0,80  |           |         |